# Kalinin K-2
Die Kalinin K-2 (russisch Калинин К-2) war ein sowjetisches Verkehrsflugzeug, das von dem Konstrukteur Konstantin Kalinin entworfen und gebaut wurde. Das Flugzeug war eine Variante des Vorgängers K-1 mit einem stärkeren Motor und als Ganzmetall-Konstruktion ausgeführt. Das Gesamtgewicht der Konstruktion überschritt die der Planung erheblich. Der Erstflug erfolgte 1926. Der Zusammenbau war aufwendiger als bei der K-1, trotzdem wurden vier Exemplare gebaut und für den Transport von Passagieren genutzt.

## Geschichte
Kalinin wurde nach der Zulassung des K-1-Musters die Werft der Luftverkehrsgesellschaft „Ukrwosduchputj“ in Charkow als Konstruktionsstätte zugewiesen. Die Werft wurde dann in GROS (Graschdanskoje Opytnoje Samoljostrojenie, Versuchsflugzeugbau für die zivile Luftfahrt) umbenannt. Kurz darauf wurde sie nur als „Serienwerk“ bezeichnet. Hier versammelte Kalinin seine besten Mitarbeiter um sich und plante die Weiterentwicklung des Flugzeugmusters. Zur Planungsgruppe gehörten I. G. Neman, S. I. Iskowitsch, A. J. Schtscherbakow und W. J. Krilow. Nachdem das Muster K-1 in den Einsatz genommen worden war, kamen die Konstrukteure sehr schnell zu dem Entschluss, das 170 PS leistende Triebwerk Salmson RB-9 gegen ein stärkeres und moderneres Triebwerk auszutauschen, wie es auch bei der K-1 durchgeführt wurde. Es wurden mehrere Triebwerke in Erwägung gezogen. Kalinin und seine Gruppe entschieden sich aber letztendlich für einen BMW-IV-Motor mit 240 PS.

## Konstruktion
Der Rumpf bestand aus einem geschweißten Stahlrohrgerüst und war mit Leichtmetallblechen aus Koltschug-Aluminium verkleidet. Die Konstruktion war als Schulterdecker ausgeführt, dessen Tragflächen zum unteren Teil des Rumpfkörpers verstrebt waren. Die Tragflächen hatten eine elliptische Form und waren, wie auch das Leitwerk, in Stahlrohrbauweise gefertigt und ebenfalls mit Leichtmetallblechen verkleidet. Das Leitwerk besaß eine Normalform (Heckflossen zum Rumpf abgestrebt). Alle Steuerflächen waren mit Stoff bespannt. Das Fahrwerk war fest und mit einer durchgehenden Achse versehen. Am Heck des Rumpfes befand sich ein gefederter Hecksporn. Der Pilot saß in einer geschlossenen Kabine.

## Technische Daten
| Kenngröße             | Daten                                                                                             |
| --------------------- | ------------------------------------------------------------------------------------------------- |
| Besatzung             | 1                                                                                                 |
| Passagiere            | 4                                                                                                 |
| Länge                 | 11,17 m                                                                                           |
| Spannweite            | 16,76 m                                                                                           |
| Flügelfläche          | 40,00 m²                                                                                          |
| Flügelstreckung       | 7                                                                                                 |
| Flächenbelastung      | 55,8 kg/m²                                                                                        |
| Leistungsbelastung    | 9,3 kg/PS                                                                                         |
| Rüstmasse             | 1600 kg                                                                                           |
| Zuladung              | 636 kg                                                                                            |
| Startmasse            | 2236 kg                                                                                           |
| Triebwerk             | ein flüssigkeitsgekühlter Sechszylinder-Reihenmotor BMW IV mit starrer Zweiblatt-Holzluftschraube |
| Leistung              | 176 kW (ca. 240 PS)                                                                               |
| Kraftstoffvolumen     | 200 kg                                                                                            |
| Höchstgeschwindigkeit | 170 km/h                                                                                          |
| Reisegeschwindigkeit  | 140 km/h (wirtschaftlich)                                                                         |
| Landegeschwindigkeit  | 75 km/h                                                                                           |
| Steiggeschwindigkeit  | 1,4 m/s                                                                                           |
| Dienstgipfelhöhe      | 3500 m                                                                                            |
| max. Reichweite       | 650 km                                                                                            |
| Startrollstrecke      | 220 m                                                                                             |
| Landerollstrecke      | 200 m                                                                                             |